# Wendy M. Grossman
Pour les articles homonymes, voir Grossman.
Wendy M. Grossman, née le 26 janvier 1954 à New York, est une journaliste, blogueuse, et chanteuse folk.

## Biographie
Elle est diplômée de l'Université de Cornell en 1975 et de  Riverdale Country School en 1971. Elle est chanteuse folk à plein temps de 1975 à 1983 et son album folklorique Roseville Fair sort en 1980, et des Mp3 sont disponibles sur son site web. Elle joue également  sur le LP d'Archie Fisher de 1976 The Man With a Rhyme.
En 1987, elle fonde le magazine The Skeptic au Royaume-Uni et l'édite pendant deux ans, reprenant la rédaction de 1999 à 2001. En tant que fondatrice et rédactrice en chef, elle participe à de nombreuses émissions de télévision et de radio au Royaume-Uni.
Depuis 1990, elle a travaillé pour Scientific American, The Guardian et le Daily Telegraph, ainsi que New Scientist, Wired et Wired News, et The Inquirer  pour lequel elle a écrit une chronique hebdomadaire nette.wars. Cette chronique continue dans NewsWireless et sur son propre site tous les vendredis. Elle a été chroniqueuse pour Internet Today de juillet 1996 jusqu'à sa fermeture en avril 1997, et a dirigé avec Dominic Young le Fleet Street Forum sur CompuServe UK au milieu des années 1990. Elle écrit aussi parfois sur le tennis.
Elle a édité une anthologie d'interviews de personnalités de l'industrie informatique tirées des pages du magazine informatique britannique Personal Computer World. Intitulé Remembering the Future, il a été publié en janvier 1997 par Springer Verlag. Son livre Net.wars de 1998 a été l'un des premiers à avoir son texte intégral publié sur le Web. Elle a été membre du conseil consultatif externe du Intellectual Property and Law Centre de l'Université d'Edimbourg (le conseil a été dissous après la création du centre). De 1973 à 1975, elle a été présidente du Cornell Folk Song Club, le plus ancien club de chansons folkloriques des États-Unis, affilié à l'université et géré par des étudiants.
Elle siège au comité exécutif de l'Association of British Science Writers et aux conseils consultatifs de l'Open Rights Group et de Privacy International. En février 2011, Grossman a été élue membre du Committee for Skeptical Inquiry.
En 2013, Grossman a remporté le prix Enigma, dans le cadre des BT Information Security Journalism Awards, "pour son dévouement et sa contribution exceptionnelle au journalisme en matière de sécurité de l'information, reconnaissant ses nombreux écrits sur le sujet pour plusieurs publications sur un certain nombre d'années".

## Œuvres
- Remembering the Future: Interviews from Personal Computer World (1996)
- Net.Wars (1998)
- From Anarchy to Power: The Net Comes of Age (2001)
- The Daily Telegraph A-Z Guide to the Internet (2001)
- The Daily Telegraph Small Business Guide to Computer Networking (2003)
- Why Statues Weep: The Best of the "Skeptic" (2010) – avec Chris French[3]